# Новые Пичингуши
Новые Пичингуши — деревня в Ельниковском районе Мордовии. Входит в состав Стародевиченского сельского поселения.

## История
В «Списке населённых мест Пензенской губернии за 1869» Новые Пичингуши казенная деревня из 39 дворов Краснослободского уезда.

## Население
| 2002 | 2010 |
| ---- | ---- |
| 275  | ↘258 |

Национальный состав
Согласно результатам Всероссийской переписи населения 2002 года, в национальной структуре населения мордва-мокша составляли 95 %.